# Pulai Bence
Pulai Bence (Budapest, 1991. október 27. –) magyar úszó. Édesapja Pulai Imre olimpiai bajnok kenus, nevelőapja Turi György edző.

## Sportpályafutása
2009-ben az ifjúsági Európa-bajnokságon 100 m pillangón második, 200 m pillangón hetedik, vegyes váltóban harmadik volt. A rövid pályás Európa-bajnokságon 100 m pillangón 15., 200 m pillangón kilencedik, 200 m mellen 29. volt.
A 2010-es Európa-bajnokságon 50 m pillangón 45., 200 m vegyesen 29., 200 m pillangón 16., 100 m pillangón 36. lett. A rövid pályás Eb-n 50 m pillangón 23., 100 m pillangón 27., 400 m vegyesen a selejtezőben 14. helyen végzett.
A 2011-es rövid pályás Európa-bajnokságon 50m pillangón 41., 100 m pillangón a 24.-ként zárt.
A 2012-es Európa-bajnokságon 50 m pillangón 22., 100 m pillangón nyolcadik lett. A 4 × 100 méteres vegyes váltóban -amely harmadik lett- a selejtezőben szerepelt. Az olimpián egyéni csúccsal (52,19) tizenkettedik helyen jutott a 100 méter pillangó elődöntőjébe, ahol 14. helyen végzett. Tagja volt a 4 × 100 méteres vegyes váltónak, amely a selejtezőből országos csúccsal, hetedik helyen jutott a döntőbe, majd a fináléban újabb magyar csúccsal ötödik lett.
A 2012-es rövid pályás úszó-Európa-bajnokságon 100 méter pillangón a 10. helyen jutott az elődöntőbe, ahol a finálét érő hetedik helyen végzett. A döntőben a nyolcadik helyet szerezte meg. 200 méter pillangón 10. lett a selejtezőben. 50 méter pillangón a 22. helyen végzett. A 2012-es rövid pályás úszó-világbajnokságon 50 m pillangón 26., 100 m pillangón 19. volt. Szerepelt a vegyes váltóban is, amit kizártak a döntőben.
A 2013-as világbajnokságon 50 méter pillangón 34. lett. 100 méter pillangón a 24. helyen végzett. A 4 × 100 méteres vegyes váltóban (Cseh, Gyurta, Takács) hetedik helyen végzett a selejtezőben és a döntőben is. A rövid pályás Európa-bajnokságon 50 méter pillangón 32., 200 méter pillangón 11. volt. 100 méter pillangón kiesett az elődöntőben.
A 2014-es úszó-Európa-bajnokságon 50 m pillangón 29., 100 m pillangón 15. 200 m pillangón 20. helyezést ért el. A vegyes váltóval harmadik helyezést szerzett. A 2016-os úszó-Európa-bajnokságon 50 m pillangón 22., 100 m pillangón 10. helyezést szerzett.

## Magyar bajnokság

### 50 méteres medence
| 50 méter             | 2011 | 2012 | 2013 | 2014 | 2015 | 2016 | 2017 | 2018 | 2019 |
| -------------------- | ---- | ---- | ---- | ---- | ---- | ---- | ---- | ---- | ---- |
| 50 m pillangó        | 2.   | 2.   | 2.   | 2.   | 3.   | 3.   | 3.   | 6.   | 6.   |
| 100 m pillangó       | 3.   | 3.   | 2.   | 2.   | 2.   | 4.   | 3.   | 4.   | 5.   |
| 200 m pillangó       |      | 4.   | 3.   |      |      |      |      |      |      |
| 4 × 100 m gyors      | 1.   | 1.   | 1.   | 1.   | 1.   |      | 3.   |      | 5.   |
| 4 × 200 m gyors      |      |      | 1.   | 1.   |      |      | 3.   |      |      |
| 4 × 100 m vegyes     | 1.   | 2.   | 1.   | 1.   | 1.   | 1.   | 1.   | 2.   | 2.   |
| 4 × 100 m vegyes mix |      |      |      |      |      |      |      |      | 4.   |

## Rekordjai

### 100 m pillangó, rövid pálya
- 51,72 (2009. november 15., Százhalombatta) országos csúcs
- 51,71 (2009. december 10., Isztambul) országos csúcs

## Díjai, elismerései
- Magyar Ezüst Érdemkereszt (2012)